# ورنت، لمباردی
ورنت، لمباردی (به ایتالیایی: Vernate, Lombardy) یک کومونه در ایتالیا است که در استان میلان واقع شده‌است.

## خصوصیات
ورنت ۱۴٫۶ کیلومترمربع مساحت و ۲٬۵۹۴ نفر جمعیت دارد.